# Amiral de France
La dignité d’amiral de France (ou de grand amiral de France) récompense en France des services militaires exceptionnels pour des amiraux de la Marine. Elle est l'équivalent pour les marins de celle de maréchal de France pour l'Armée de terre. Même si personne ne porte le titre actuellement, cette dignité reste pleinement valable de nos jours.

## Sous l'Ancien Régime

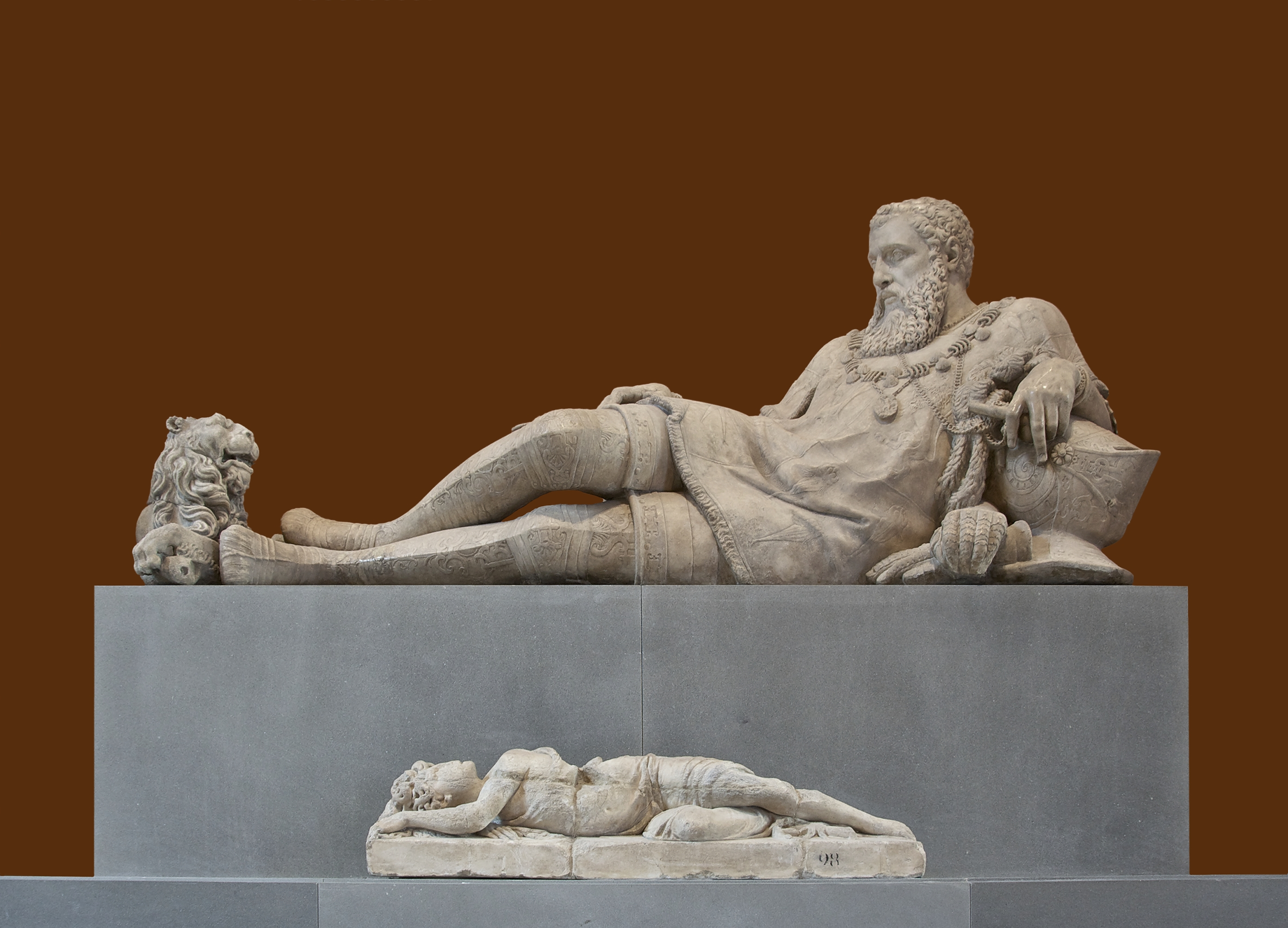
Tombeau au Louvre de Philippe Chabot, comte de Brion, amiral de France au XVIe siècle.

La dignité d'amiral de France a été créée en 1270 par Louis IX, au cours de la huitième croisade,. Sous l'Ancien Régime, l’amiral de France est titulaire d'un grand office de la couronne de France équivalent à celui du connétable de France. Chef en titre de la flotte royale, il n'a en réalité qu'un pouvoir limité.
L'amiral de France a la charge des côtes de Picardie, de Normandie, d'Aunis et de Saintonge. Sa charge va s'étendre au début du XVIIe siècle, à la Guyenne puis à la Provence. En temps de guerre, il est chargé de rassembler les navires marchands français pour constituer la flotte. Il doit armer, équiper et ravitailler les navires pour la course, donner les lettres de marque aux corsaires (la course est alors la forme principale de guerre maritime). En temps de paix, il s'occupe de l'entretien de la flotte royale, quand elle existe, mais surtout du commerce maritime et de la flotte marchande.
Durant l'ère moderne, peu d'amiraux ont été des marins — d'ailleurs, à l'exception de Claude d'Annebault, aucun d'entre eux n'a commandé effectivement la flotte. Il faut dire que les pouvoirs réels de l'amiral sont plutôt restreints, en partie à cause de la concurrence des autres amirautés (l'amiral des mers du Levant pour la Provence, l'amiral de Bretagne et l'amiral des mers du Ponant pour la Guyenne), du généralat des galères puis du secrétariat d'État à la Marine. La charge a surtout beaucoup d'importance politique, tout comme la connétablie (d'où d'ailleurs la suppression de ces deux charges). 
Elle est en outre lucrative : à l'amiral reviennent une partie des amendes et confiscations prononcées par les sièges d'amirauté, droit d'épave, droits d'ancrage et de congé, droit de naufrage, un dixième des prises de guerre, etc. Il a en effet des pouvoirs d'ordre juridique, comparables à ceux exercés par le connétable et les maréchaux : c'est la juridiction de la Table de marbre (siège de l'amirauté) à Paris. Il existe également un autre siège général, établi à Rouen, et des sièges particuliers sur les côtes (une cinquantaine environ). Ces tribunaux exerçaient sur la pêche, la course, les délits et les crimes commis dans les ports, etc. La juridiction de l'amiral de France en elle-même s'exerçait en première instance au civil et au criminel, et en appel des sentences rendues en matière civile par les amirautés locales. Elle jugeait aussi de la validité des prises faites par les corsaires.
L'amirauté de France est supprimée en 1627 par le cardinal de Richelieu, qui est grand-maître de la navigation (charge nouvellement créée) et qui veut avoir l'ensemble du pouvoir naval à sa disposition.
Louis XIV rétablit l'office par l'édit du 12 novembre 1669, mais plutôt comme une charge honorifique et lucrative. Le premier titulaire en est le fils légitimé du roi et de sa maîtresse Madame de La Vallière : Louis de Bourbon, comte de Vermandois, âgé de 2 ans ; mais il meurt de maladie alors qu'il n'a que 16 ans au siège de Courtrai de 1683. Son demi-frère, fils légitimé du roi et de Madame de Montespan, Louis Alexandre de Bourbon, comte de Toulouse, lui succède à l’âge de 5 ans : il va s'intéresser à sa charge, par exemple diriger le conseil polysynodique de la Marine ; en 1693, il a 15 ans et, probablement sous le conseil du roi, réunit l’amirauté de Bretagne, encore indépendante, à celle de France. Après la mort du comte de Toulouse en 1737 et une présence dans la fonction longue de cinquante-quatre ans, son fils de 12 ans, Louis de Bourbon, duc de Penthièvre, reprend la charge d’amiral de France jusqu’à la suppression de celle-ci, le 15 mai 1791, soit sur une autre période de cinquante-quatre ans.
Dans la seconde moitié du XVIIIe siècle, les amirautés passent complètement sous le contrôle des secrétaires d'État à la Marine.

## À l'époque contemporaine
Après sa dissolution par le décret de l'Assemblée constituante du 22 avril 1791, la dignité fut rétablie — décret impérial du 13 pluviôse an XIII (2 février 1805) ; ordonnance du 18 mai 1814 — puis supprimée et rétablie plusieurs fois. Le dernier amiral de France nommé fut François Thomas Tréhouart (1798-1873), le 20 février 1869.
Sous le Premier Empire, la dignité de « grand amiral de France » fut ainsi rétablie le 2 février 1805, en tant que l'une des six grandes dignités de l'Empire, et confiée au maréchal Joachim Murat : cette fonction fut purement honorifique car Murat n'eut aucun rôle sur la direction de la flotte française.
Un titre à consonance similaire fut donné à l'amiral Darlan, sous le nom d'amiral de la flotte. Si l'appellation est peu orthodoxe, elle n'a apparemment jamais connu de sanction officielle et correspond par contre à un rôle naval de premier rang : chef d'état-major général de la Marine nationale en temps de paix, l'amiral Darlan devenait commandant en chef des forces maritimes françaises en temps de guerre (par le décret « fondateur » sur l'organisation de la marine militaire du 22 avril 1927).
Actuellement, comme cela a été précisé dans l'article 19 de la loi de 2005 puis dans l'ordonnance n° 2007-465, codifiée à Article L4131-1 du Code de la défense : "Le titre de maréchal de France et le titre d'amiral de France constituent une dignité dans l'Etat." . Amiral de France est donc, à notre époque, un titre et une dignité pleinement valables, nonobstant le fait qu'il n'existe pas de personne vivante à en être dotée ; précision étant apportée ici que ces deux dignités sont attribuées à un officier général (ou officier amiral) vainqueur en temps de guerre sur le front des troupes.

## Liste chronologique des amiraux de France

### XIIIesiècle
- Florent de Varennes : 1270, fait amiral par Louis IX, premier amiral de France connu[9].
- Aubert II de Longueval, mort dans un combat naval en 1285 sur les côtes du royaume d'Aragon.
- Enguerrand V de Coucy, 1285 fait amiral lors de la croisade d'Aragon par Philippe III le Hardi
- Othon de Torcy : 1296-1297
- Mathieu IV le Grand de Montmorency : 1297-1304

### XIVesiècle
- Rainier Ier Grimaldi : 1304-1314
- Béranger Blanc[10] : 1315 - 1323
- Gentian Tristan : 1324 - 1326
- Pierre Miège[11], aussi appelé Pierre Médicis : 1326 - 1334
- Jean II de Chepoy : 1334
- Hugues Quieret : 1336 - 1340
- Nicolas Béhuchet : 1338 - 1340
- Antonio Doria : 1339
- Robert de Houdetot : 1340
- Louis de La Cerda, comte de Talmont : 1341, Prince des Iles Fortunées
- Charles Ier Grimaldi le Grand, seigneur de Monaco : 1342
- Pierre Flotte, seigneur de Revel dit Floton de Revel : 1345-1347
- Jean de Nanteuil : 1347-1356
- vacance de la charge : 1356-1359
- Enguerran de Mentenay : 1359
- Jean « Baudran » de la Heuse, chevalier et seigneur de Bellencombre : 1359-1368.
- François de Perilleux (ou de Perillos) : 1368-1369
- Aymeri VI, vicomte de Narbonne : 1369-1373
- Jean de Vienne : 1373-1396
- Renaud de Trie, seigneur de Sérifontaine : 1396-1405

### XVesiècle
- Pierre de Bréban, dit Clignet : 1405-1408
- Jacques de Châtillon, seigneur de Dampierre : 1408-1415
- Robert de Bracquemont, dit Robinet : 1417-1418
- Jeannet de Poix ou de Tyrel : 1418
- Charles de Lens ou Charles de Recourt dit de Lens, vicomte de Beauvoir, seigneur de la Cattinière[12] : 1418-1419 (massacré par les Armagnacs après le meurtre de Montereau[13]). Il fut fait amiral de France en même temps que Jean de Villiers de L'Isle-Adam maréchal de France et Robert ou Robin (dit Robinet) de Mailly grand panetier.
- Georges de Beauvoir de Chastellux : 1420
- Louis de Culant, seigneur de Culant et de Châteauneuf : 1421-1437
- William de la Pole*, duc de Suffolk : 1424-1437 (nommé par Henri VI)
- Édouard de Courtenay* : 1439-14.. (nommé par Henri VI)
- André de Lohéac : 1437-1439
- Prigent VII de Coëtivy, seigneur de Rais : 1439-1450
- Jean V de Bueil : 1450-1461
- Jean de Montauban : 1461-1466
- Louis de Bourbon, comte de Roussillon : 1466-1486, fils bâtard de Charles Ier de Bourbon
- Louis Malet de Graville : 1486-1508

### XVIesiècle
- Charles II d'Amboise de Chaumont : 1508-1511
- Louis Malet de Graville : à nouveau 1511-1516
- Louis II de La Trémoille, vicomte de Thouars, prince de Talmont : 1517
- Guillaume Gouffier de Bonnivet : 1517-1525
- Philippe Chabot, comte de Brion, comte de Charny : 1525-1543
- Claude d'Annebault, baron de Retz et de La Hunaudaye : 1544-1552
- Gaspard II de Coligny : 1552-1572
- Honorat II de Savoie, marquis de Villars : 1572-1578
- Charles de Lorraine, duc de Mayenne : 1578-1582
- Anne de Joyeuse, baron d'Arques, duc de Joyeuse : 1582-1587
- Jean Louis de Nogaret de La Valette, duc d'Epernon : 1587-1589
- Antoine de Brichanteau, marquis de Nangis : 1589-1590
- Bernard de Nogaret : 1589-1592
- Charles de Gontaut-Biron : 1592-1594
- André de Brancas, seigneur de Villars : 1594-1595
- Charles de Montmorency-Damville, duc de Damville : 1596-1612

### XVIIesiècle
- Henri II de Montmorency : 1612-1626

Charge remplacée entre 1627 et 1669 par celle de grand-maître de la navigation
- Louis de Bourbon, comte de Vermandois : 1669-1683
- Louis Alexandre de Bourbon, comte de Toulouse : 1683-1737

### XVIIIesiècle
- Louis de Bourbon, duc de Penthièvre : 1737-1791
- Charles Henri d'Estaing : 1792

### XIXesiècle
- Joachim Murat : 1805-1814 (fonction purement honorifique)
- Louis-Antoine d'Artois, duc d'Angoulême : 1814-1830 (fonction purement honorifique)
- Victor Duperré : 1830
- Laurent Truguet : 1831
- Albin-Reine Roussin : 1840
- Ange-René-Armand de Mackau : 1847
- Charles Baudin : 1854
- Ferdinand Hamelin : 1854
- Alexandre Ferdinand Parseval-Deschenes : 1854
- Armand Joseph Bruat : 1855
- Joseph Romain-Desfossés : 1860
- Charles Rigault de Genouilly : 1864
- Léonard Victor Charner : 1864
- François Thomas Tréhouart : 1869

### XXesiècle
- Amiral de la flotte : François Darlan, distinction créée en 1939 pour lui. Cette appellation n'est pas une dignité, ni un grade, et ne correspond pas à celle d'amiral de France, mais elle est plutôt une fonction créée ad personam pour donner au chef de l'une des marines les plus puissantes au monde un rang d'importance sur la scène nationale et internationale, à la veille de la Seconde Guerre mondiale, et ainsi lui permettre de parler d'égal à égal avec notamment l’admiral of the Fleet britannique.